# Nunataki Ryleeva
Die Nunataki Ryleeva (englische Transkription von russisch Нунатаки Рылеева Nunataki Rylejewa) sind eine Gruppe von Nunatakkern im ostantarktischen Königin-Maud-Land. In der Gjelsvikfjella ragen sie unmittelbar nordwestlich des Veslenupen auf.
Russische Wissenschaftler benannten sie. Der Namensgeber ist nicht überliefert.